# محمد عبد الرزاق
محمد .عبد الرزاق محمد  (25 مارس 1925 في سلا) لاعب كرة قدم مغربي معتزل كان يجيد اللعب في خط الوسط كما كان يجيد اللعب في مركز المهاجم  وسابقا يلعب  في مرحله الشباب.  ثم انتقل االى النادي.  تزوج لي اول مره كلثوم حسن.  منذ خمس سنوات نجح في عديد الانجازات. .. .

## روابط خارجية
- محمد عبد الرزاق على موقع قاعدة بيانات كرة القدم.إي يو (الإنجليزية)